# Журавлик (приток Серебряной)
Журавлик (также Жаровля) — река в Кушвинском городском округе Свердловской области, правый приток Серебряной, впадает в неё в 91 км от устья.
Длина — 11 км.

## Этимология
В записи XVIII века эта река на чусовском диалекте мансийского языка называлась Тарулал, в переводе — «Журавлиная нога». Смысл названия неясен, но русское название безусловно является неточной калькой мансийского. По-видимому, свою роль сыграла и народная этимология, так как местные жители утверждают, что шум этой реки напоминает курлыканье журавля.